# Videografia de Lady Gaga

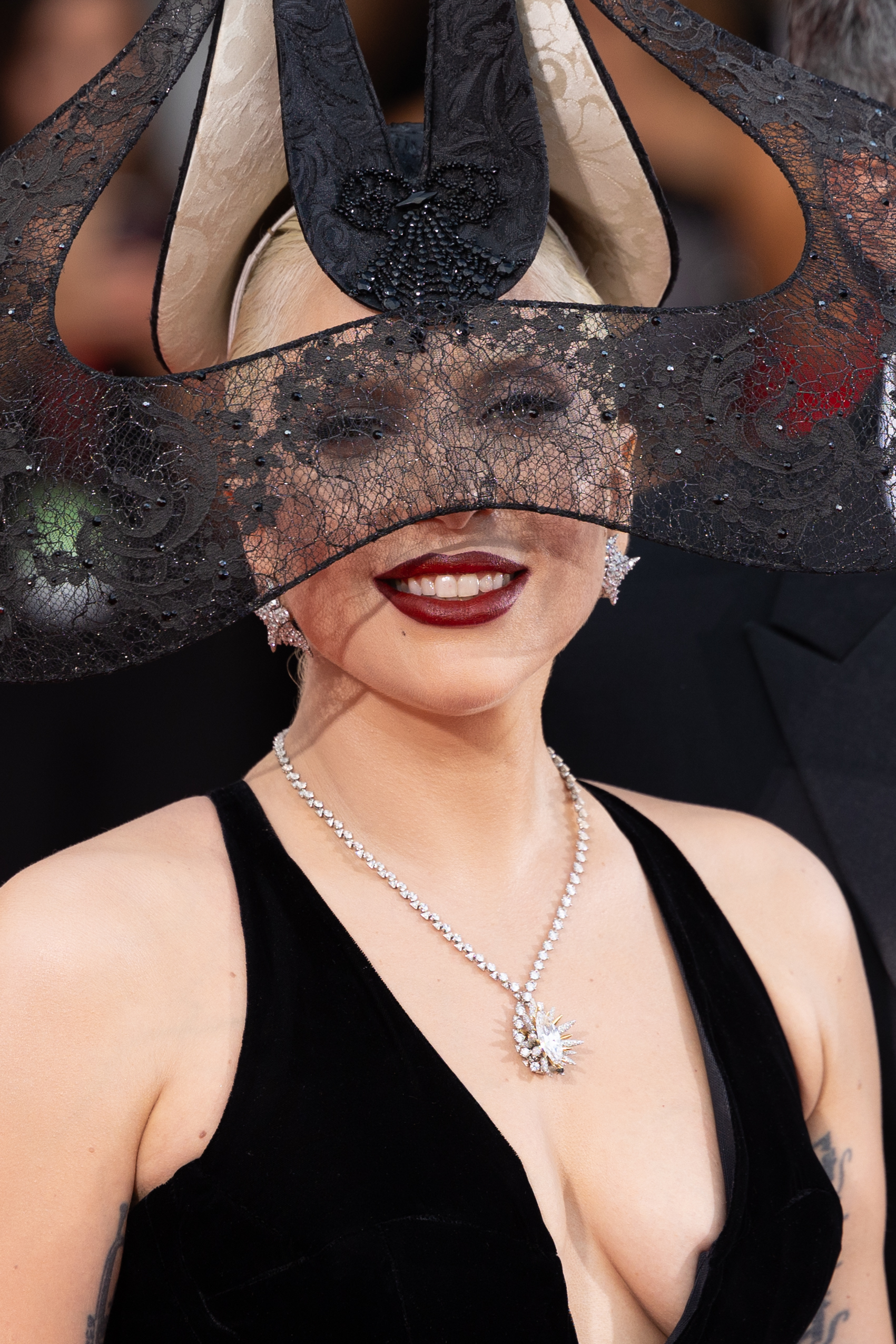
Lady Gaga no 81º Festival Internacional de Cinema de Veneza, 2024.

A cantora americana Lady Gaga lançou três álbuns de vídeo e participou de trinta videoclipes. De seu álbum de estreia The Fame (2008), ela lançou videoclipes para os singles "Just Dance", "Poker Face", "Eh, Eh", "LoveGame" e "Paparazzi". Neste último, ela retrata uma estrela condenada se vingando de seu amante. Ela relançou seu primeiro álbum como The Fame Monster (2009), precedido por um videoclipe para o single "Bad Romance", que ganhou um Grammy de Melhor Vídeo Musical e sete MTV Video Music Awards, incluindo Vídeo do Ano em 2010. No ano seguinte, Jonas Åkerlund dirigiu o videoclipe de "Telephone" - uma continuação de "Paparazzi" - que foi rodado como curta-metragem. O vídeo recebeu uma indicação ao MTV Video Music Award de Vídeo do Ano e foi nomeado o Melhor Vídeo Musical da Década pela Billboard em janeiro de 2015. Para seu vídeo "Alejandro" de 2010, Gaga recebeu críticas positivas da crítica, embora tenha sido criticada pela Liga Católica que alegou blasfêmia.
O segundo álbum de estúdio de Gaga, Born This Way (2011), lançou o videoclipe para o single principal de mesmo nome, no qual ela dá à luz uma nova raça. O videoclipe ganhou os prêmios de Melhor Vídeo Feminino e Melhor Vídeo com Mensagem Social no MTV Video Music Awards 2011. No vídeo seguinte, "Judas", ela retrata Maria Madalena, e Norman Reedus desempenha o papel-título. O vídeo de "The Edge of Glory" consiste principalmente em cenas trocadas de Gaga dançando e cantando na rua e foi considerado o mais simples de sua carreira. No mesmo ano, ela lançou "You and I", que tem como foco a tentativa de conseguir o namorado de volta para Nebraska. Ela também apresenta seu alter ego masculino Jo Calderone no vídeo. Gaga dirigiu seu vídeo de 14 minutos para o single final "Marry the Night", que narra sua história para encontrar sucesso na indústria musical, mas ela acaba sofrendo um revés.
Em 2013, Gaga lançou seu terceiro álbum Artpop, com "Applause" como single principal, cujo videoclipe inclui cenas artísticas e complexas. O vídeo de 11 minutos de "G.U.Y." foi filmado no Castelo Hearst, e apresenta participações especiais de Andy Cohen e as estrelas de The Real Housewives of Beverly Hills. Em 2014, Gaga lançou um álbum de jazz com Tony Bennett chamado Cheek to Cheek, que gerou quatro vídeos de estúdio mostrando o processo de gravação do álbum. Em 2015, ela lançou o videoclipe "Til It Happens to You", uma música sobre estupro em campus nos Estados Unidos. Seu quinto álbum de estúdio, Joanne, foi lançado em 2016, e o videoclipe de seu primeiro single, "Perfect Illusion", foi filmado no deserto com uma história que continua em seus vídeos subsequentes "Million Reasons", "John Wayne", e "Joanne". O sexto álbum de estúdio de Gaga, Chromatica (2020), gerou o videoclipe do single principal "Stupid Love", seguido por "Rain on Me", que apresenta Ariana Grande. Ela também lançou um curta-metragem para "911", que enfoca uma variedade de alucinações surreais que teve após se envolver em um grave acidente de carro.
Gaga apareceu em programas de televisão, inclusive como jurada convidada em American Idol e So You Think You Can Dance, além de estrelar um episódio de Os Simpsons. Ela também apareceu em vários filmes e comerciais, e realizou dois especiais de TV no Dia de Ação de Graças - A Very Gaga Thanksgiving (2011) e Lady Gaga and the Muppets Holiday Spectacular (2013). Gaga estrelou a quinta temporada da série de antologia de terror American Horror Story, intitulada Hotel (2015-2016), pela qual ganhou um Globo de Ouro de Melhor Atriz em Minissérie ou Filme para Televisão. Ela também apareceu em sua sexta temporada, intitulada Roanoke (2016). Posteriormente, Gaga foi o foco do documentário de 2017 Gaga: Five Foot Two, que explorou a criação de Joanne e sua preparação para o show do intervalo do Super Bowl LI. Ela estrelou como uma cantora chamada Ally no bem-sucedido drama musical romântico A Star Is Born (2018) ao lado de Bradley Cooper. Por seu trabalho, Gaga foi indicada para um Oscar, um BAFTA, um Globo de Ouro e um Screen Actors Guild Award de Melhor Atriz, enquanto ganhava os prêmios Critics 'Choice e National Board of Review.

## Videoclipes
| Ano  | Videoclipe                                           | Cantor(a) também creditado(a)         | Diretor(es)                                 | Detalhes                                               | Álbum associado                             |
| ---- | ---------------------------------------------------- | ------------------------------------- | ------------------------------------------- | ------------------------------------------------------ | ------------------------------------------- |
| 2008 | "Just Dance"                                         | Colby O'Donis                         | Melina Matsoukas                            | - Lançamento: 5 de maio de 2008 - Duração: 04:02       | The Fame                                    |
| 2008 | "Beautiful, Dirty, Rich"                             | –                                     | Melina Matsoukas                            | - Lançamento: 10 de outubro de 2008 - Duração: 02:50   | The Fame                                    |
| 2008 | "Poker Face"                                         | –                                     | Ray Kay                                     | - Lançamento: 23 de outubro de 2008 - Duração: 03:35   | The Fame                                    |
| 2009 | "Eh, Eh (Nothing Else I Can Say)"                    | –                                     | Joseph Kahn                                 | - Lançamento: 5 de fevereiro de 2009 - Duração: 02:57  | The Fame                                    |
| 2009 | "LoveGame"                                           | –                                     | Joseph Kahn                                 | - Lançamento: 13 de fevereiro de 2009 - Duração: 03:43 | The Fame                                    |
| 2009 | "Paparazzi"                                          | –                                     | Jonas Åkerlund                              | - Lançamento: 29 de maio de 2009 - Duração: 07:44      | The Fame                                    |
| 2009 | "Chillin"                                            | Wale                                  | Chris Robinson                              | - Lançamento: 12 de junho de 2009 - Duração: 03:31     | Attention Deficit (álbum de Wale)           |
| 2009 | "Bad Romance"                                        | –                                     | Francis Lawrence                            | - Lançamento: 10 de novembro de 2009 - Duração: 05:07  | The Fame Monster                            |
| 2009 | "Video Phone"                                        | Beyoncé                               | Hype Williams                               | - Lançamento: 18 de novembro de 2009 - Duração: 05:07  | I Am... Sasha Fierce (álbum de Beyoncé)     |
| 2010 | "Telephone"                                          | Beyoncé                               | Jonas Åkerlund                              | - Lançamento: 11 de março de 2010 - Duração: 09:32     | The Fame Monster                            |
| 2010 | "Alejandro"                                          | –                                     | Steven Klein                                | - Lançamento: 8 de junho de 2010 - Duração: 08:44      | The Fame Monster                            |
| 2011 | "Born This Way"                                      | –                                     | Nick Knight                                 | - Lançamento: 28 de febrero de 2011 - Duração: 07:20   | Born This Way                               |
| 2011 | "Judas"                                              | –                                     | Lady Gaga e Laurieann Gibson                | - Lançamento: 5 de maio de 2011 - Duração: 05:35       | Born This Way                               |
| 2011 | "The Edge of Glory"                                  | –                                     | Haus of Gaga                                | - Lançamento: 16 de junho de 2011 - Duração: 05:28     | Born This Way                               |
| 2011 | "3-Way (The Golden Rule)"                            | The Lonely Island e Justin Timberlake | Akiva Schaffer e Jorma Taccone              | - Lançamento: 26 de maio de 2011 - Duração: 03:08      | The Wack Album (álbum de The Lonely Island) |
| 2011 | "Yoü and I"                                          | –                                     | Lady Gaga e Laurieann Gibson                | - Lançamento: 16 de agosto de 2011 - Duração: 06:22    | Born This Way                               |
| 2011 | "The Lady Is a Tramp"                                | Tony Bennett                          | Unjoo Moon                                  | - Lançamento: 3 de outubro de 2011 - Duração: 3:21     | Duets II (álbum de Tony Bennett)            |
| 2011 | "Marry the Night"                                    | –                                     | Lady Gaga                                   | - Lançamento: 2 de dezembro de 2011 - Duração: 13:51   | Born This Way                               |
| 2013 | "Applause"                                           | –                                     | Inez van Lamsweerde e Vinoodh Matadin       | - Lançamento: 19 de agosto de 2013 - Duração: 03:35    | ARTPOP                                      |
| 2014 | "G.U.Y. – An ARTPOP Film"                            | –                                     | Lady Gaga                                   | - Lançamento: 22 de março de 2014 - Duração: 11:46     | ARTPOP                                      |
| 2014 | "Anything Goes"                                      | Tony Bennett                          | Nicole Ehrlich e Harvey White               | - Lançamento: 29 de julho de 2014 - Duração: 02:02     | Cheek to Cheek                              |
| 2014 | "I Can't Give You Anything but Love"                 | Tony Bennett                          | Nicole Ehrlich e Harvey White               | - Lançamento: 26 de agosto de 2014 - Duração: 02:39    | Cheek to Cheek                              |
| 2014 | "But Beautiful"                                      | Tony Bennett                          | Nicole Ehrlich e Harvey White               | - Lançamento: 13 de outubro de 2014 - Duração: 04:03   | Cheek to Cheek                              |
| 2014 | "It Don't Mean a Thing (If It Ain't Got That Swing)" | Tony Bennett                          | Nicole Ehrlich e Harvey White               | - Lançamento: 24 de novembro de 2014 - Duração: 04:02  | Cheek to Cheek                              |
| 2015 | "Til It Happens to You"                              | –                                     | Catherine Hardwicke                         | - Lançamento: 17 de setembro de 2015 - Duração: 05:26  | The Hunting Ground                          |
| 2016 | "Perfect Illusion"                                   | –                                     | Ruth Hogben e Andrea Gelardin               | - Lançamento: 20 de setembro de 2016 - Duração: 03:04  | Joanne                                      |
| 2016 | "Million Reasons"                                    | –                                     | Lady Gaga, Brandon Maxwell e Jessy Price    | - Lançamento: 14 de dezembro de 2016 - Duração: 04:12  | Joanne                                      |
| 2017 | "John Wayne"                                         | –                                     | Jonas Åkerlund                              | - Lançamento: 8 de fevereiro de 2017 - Duração: 02:57  | Joanne                                      |
| 2018 | "Joanne (Where Do You Think You're Goin'?)"          | –                                     | Haus of Gaga, Ruth Hogben e Andrea Gelardin | - Lançamento: 26 de janeiro de 2018 - Duração: 04:55   | Joanne                                      |
| 2018 | "Shallow"                                            | Bradley Cooper                        | –                                           | - Lançamento: 27 de setembro de 2018 - Duração: 03:37  | A Star Is Born                              |
| 2018 | "Look What I Found"                                  | –                                     | –                                           | - Lançamento: 8 de outubro de 2018 - Duração: 03:18    | A Star Is Born                              |
| 2018 | "I'll Never Love Again"                              | –                                     | –                                           | - Lançamento: 26 de outubro de 2018 - Duração: 04:54   | A Star Is Born                              |
| 2018 | "Always Remember Us This Way"                        | –                                     | –                                           | - Lançamento: 9 de novembro de 2018 - Duração: 04:02   | A Star Is Born                              |
| 2020 | "Stupid Love"                                        | –                                     | Daniel Askill                               | - Lançamento: 28 de fevereiro de 2020 - Duração: 03:37 | Chromatica                                  |
| 2020 | "Rain on Me"                                         | Ariana Grande                         | Robert Rodriguez                            | - Lançamento: 22 de maio de 2020 - Duração: 03:08      | Chromatica                                  |
| 2020 | "911"                                                | –                                     | Tarsem Singh                                | - Lançamento: 18 de setembro de 2020 - Duração: 04:43  | Chromatica                                  |
| 2024 | "Die With A Smile"                                   | Bruno Mars                            | Daniel Ramos & Bruno Mars                   | - Lançamento: 16 de agosto de 2024 - Duração: 04:12    | MAYHEM                                      |
| 2024 | "Disease"                                            | –                                     | Tanu Muino                                  | - Lançamento: 28 de outubro de 2024 - Duração: 04:21   | MAYHEM                                      |
| 2025 | "Abracadabra"                                        | –                                     | Lady Gaga, Parris Goebel & Bethany Vargas   | - Lançamento: 03 de fevereiro de 2025 - Duração: 04:29 | MAYHEM                                      |

## Álbuns de vídeo
| Ano  | Título                                                             | Detalhes |
| ---- | ------------------------------------------------------------------ | --- |
| 2010 | The Fame Monster: Video EP                                         | - Lançamento: 7 de maio de 2010 - Gravadora: Streamline, Interscope, Cherrytree, KonLive - Duração: 37:00 - Formato: Download           |
| 2011 | Lady Gaga Presents the Monster Ball Tour: At Madison Square Garden | - Lançamento: 21 de novembro de 2011 - Gravadora: Streamline, Interscope, Kon Live - Duração: 114:00 - Formato: DVD, Blue-ray, Download |
| 2015 | Tony Bennett and Lady Gaga: Cheek to Cheek Live!                   | - Lançamento: 20 de janeiro de 2015 - Gravadora: Streamline, Insterscope, Columbia - Duração: 54:12 - Formato: DVD, Blue-ray, Download  |

## Filmografia
| Ano  | Título                                      | Papel             | Nota         | Ref.   |
| ---- | ------------------------------------------- | ----------------- | ------------ | ------ |
| 2012 | The Zen of Bennett                          | Ela mesma         | Documentário | [ 29 ] |
| 2012 | Katy Perry: Part of Me                      | Ela mesma         | Documentário | [ 30 ] |
| 2013 | Machete Kills                               | La Camaleón       |              | [ 31 ] |
| 2014 | Muppets Most Wanted                         | Ela mesma         |              | [ 32 ] |
| 2014 | Frank Miller's Sin City: A Dame to Kill For | Bertha            |              | [ 33 ] |
| 2015 | Jeremy Scott: The People's Designer         | Ela mesma         | Documentário | [ 34 ] |
| 2016 | Risk                                        | Ela mesma         | Documentário | [ 35 ] |
| 2017 | Gaga: Five Foot Two                         | Ela mesma         | Documentário | [ 36 ] |
| 2018 | A Star Is Born                              | Ally Maine        |              | [ 37 ] |
| 2021 | House of Gucci                              | Patrizia Reggiani |              | [ 38 ] |
| 2024 | Joker: Folie à Deux                         | Harley Quinn      |              | [ 39 ] |

## Televisão
| Ano       | Título                                                             | Papel                          | Emissora    | Nota                                               | Ref    |
| --------- | ------------------------------------------------------------------ | ------------------------------ | ----------- | -------------------------------------------------- | ------ |
| 2001      | The Sopranos                                                       | Garota da piscina #2           | HBO         | Episódio: "The Telltale Moozadell"                 |        |
| 2009      | Gossip Girl                                                        | Ela mesma                      | The CW      | Episódio: "The Last Days of Disco Stick"           |        |
| 2009      | Saturday Night Live                                                | Ela mesma                      | NBC         | Episódio: "Ryan Reynolds / Lady Gaga"              |        |
| 2011      | Lady Gaga Presents the Monster Ball Tour: At Madison Square Garden | Ela mesma                      | HBO         | Especial de TV                                     | [ 40 ] |
| 2011      | American Idol                                                      | Ela mesma / Mentora            | FOX         | Temporada 10                                       | [ 41 ] |
| 2011      | Saturday Night Live                                                | Ela mesma                      | NBC         | Episódio: "Justin Timberlake / Lady Gaga"          | [ 42 ] |
| 2011      | So You Think You Can Dance                                         | Ela mesma / Jurada convidada   | FOX         | Temporada 8, episódio 3                            | [ 43 ] |
| 2011      | A Very Gaga Thanksgiving                                           | Ela mesma                      | ABC         | Especial de TV                                     | [ 44 ] |
| 2011      | Dick Clark's New Year's Rockin' Eve                                | Ela mesma                      | ABC         | Especial de TV                                     | [ 45 ] |
| 2012      | The Simpsons                                                       | Ela mesma (voz)                | FOX         | Episódio: "Lisa Goes Gaga"                         | [ 46 ] |
| 2013      | Saturday Night Live                                                | Ela mesma                      | NBC         | Episódio: "Lady Gaga"                              | [ 47 ] |
| 2013      | Lady Gaga and the Muppets Holiday Spectacular                      | Ela mesma                      | ABC         | Especial de TV                                     | [ 48 ] |
| 2014      | Tony Bennett and Lady Gaga: Cheek to Cheek Live!                   | Ela mesma                      | PBS         | Especial de TV                                     | [ 49 ] |
| 2015-2016 | American Horror Story: Hotel                                       | Elizabeth Johnson / A Condessa | FX          | Temporada 5 de American Horror Story, 12 episódios | [ 50 ] |
| 2016      | American Horror Story: Roanoke                                     | Scáthach                       | FX          | Temporada 6 de American Horror Story, 3 episódios  | [ 51 ] |
| 2016      | Saturday Night Live                                                | Ela mesma                      | NBC         | Episódio: "Tom Hanks / Lady Gaga"                  | [ 52 ] |
| 2016      | The Late Late Show with James Corden                               | Ela mesma                      | CBS         | Carpool Karaoke                                    | [ 53 ] |
| 2016      | Tony Bennett Celebrates 90: The Best Is Yet to Come                | Ela mesma                      | NBC         | Especial de TV                                     | [ 54 ] |
| 2017      | Super Bowl LI halftime show                                        | Ela mesma                      | FOX         | Super Bowl LI                                      | [ 55 ] |
| 2017      | RuPaul's Drag Race                                                 | Ela mesma / Jurada convidada   | VH1         | Episódio: "Oh My Gaga"                             | [ 56 ] |
| 2017      | The Defiant Ones                                                   | Ela mesma                      | HBO         | Documentário de TV                                 | [ 57 ] |
| 2020      | One World: Together at Home                                        | Ela mesma                      | NBC CBS ABC | Especial de TV                                     | [ 58 ] |
| 2021      | The Me You Can't See                                               | Ela mesma                      | Apple TV+   | Série de Documentários                             | [ 59 ] |
| 2021      | Friends: The Reunion                                               | Ela mesma                      | HBO Max     | Especial de TV                                     | [ 60 ] |